# Brčino
Brčino is een plaats in de gemeente Sibinj in de Kroatische provincie Brod-Posavina. De plaats telt 207 inwoners (2001).